# W-18
W-18 — тральщик Імперського флоту Японії, який взяв участь у Другій світовій війні.
Корабель, який належав до типу W-17, спорудили у 1936 році на верфі компанії Mitsui в Тамано.
З травня 1941-го корабель належав до 30-го дивізіону тральщиків. Напередодні вступу Японії у Другу світову війну W-18 перейшов з метрополії до Мако (важлива база ВМФ на Пескадорських островах у південній частині Тайванської протоки), а 7 грудня вийшов звідси із завданням супроводжувати загін, що мав доправити допоміжний десант на острів Батан (архіпелаг Батанес) у центральній частині Лусонської протоки. Висадка успішно відбулась 8 грудня.
У другій половині грудня 1941-го W-18 брав участь у тралінні затоки Лінагйєн на західному узбережжі Лусону, де висадився головний японський десант.
На початку січня 1942-го тральщик уже перебував у Давао (порт на південному узбережжі острова Мінданао), звідки вийшов 7 січня серед численних кораблів ескорту, які супроводжували транспорти з десантом на Таракан (центр нафтовидобувної промисловості на північно-східному завершенні острова Борнео). Висадка успішно пройшла 11 січня, а 21 січня W-18 рушив з Таракану для супроводу загону, що мав захопити Балікпапан (інший центр нафтової промисловості на сході Борнео). Цього разу японці зустрілись із протидією та втратили кілька транспортів, проте висадка в ніч проти 24 січня пройшла в цілому успішно.
У першій декаді лютого 1942-го W-18 здійснював траління в межах операції заволодіння Макассаром (південно-західний півострів Целебесу). Також є відомості, що тральщик залучали до операції з висадки на острові Ява (відбулась у другій половині лютого — на початку березня).
З кінця березня 1942-го W-18 брав участь у патрулюванні в районі Маніли, що тривало до капітуляції американського гарнізону наприкінці першої декади травня.
У червні 1942-го тральщик перевели до метрополії, після чого більш як рік він ніс патрульно-ескортну службу біля східного узбережжя Японського архіпелагу — спершу у військово-морському окрузі Йокосука, де його діяльність передусім зосереджувалась на районі Токійської затоки, а з травня 1943-го у військово-морському окрузі Куре з базуванням на порт Саєкі (південно-східне завершення Кюсю). 22 квітня 1943-го в умовах поганої погоди W-18 сів на мілину, після чого більш як два тижні проходив доковий ремонт у Йокосуці.
З 21 липня по 12 серпня 1943-го тральщик провів на доковому ремонті в Куре, після чого став до роботи на трасі між Саєкі та Палау (важливий транспортний хаб на заході Каролінських островів). Зокрема, він супроводжував тут конвої O-104 (21—30 серпня), FU-206 (2 — 2 вересня), O-006 (30 вересня — 10 жовтня), FU-310 (13—22 жовтня). З 31 жовтня по 11 листопада W-18 разом зі ще чотирма кораблями ескорту супроводжували з Саєкі до Палау конвой O-112, який втратив від атак підводних човнів 5 із 12 транспортів. Подальші переходи конвоїв FU-405 (14—23 листопада), FU-009 (прибув до Саєкі 7 грудня, при цьому W-18 супроводжував його лише на частині маршруту), O-506 (5—14 грудня) та FU-704 (17—28 грудня) пройшли без втрат (в останньому випадку на підході до Японії тральщику довелось узяти на буксир одне з суден, що зазнало аварії машини).
11 січня 1944-го W-18 разом із переобладнаним тральщиком вийшли з Саєкі для супроводу конвою O-105. Вже тієї ж доби американська субмарина потопила один з транспортів, що перевозив дві з половиною тисячі військовослужбовців, втім, абсолютну більшість з них вдалось врятувати і загинуло лише близько двохсот осіб. 12 січня конвой повернувся назад до Саєкі, а наступної доби знову рушив у море. Під час переходу підводні човни потопили ще два транспорти, причому разом з одним втратили мінісубмарину, яку вели на буксирі, тоді як разом з іншим загинуло тисячу сімсот осіб (хоча ще понад тисячу двісті військовослужбовців вдалось урятувати). Четвертий транспорт спершу зазнав пошкоджень від артилерійського вогню, відстав від загону, а 17 січня був добитий і затонув разом з другою мінісубмариною. W-18 певний час здійснював протичовновий пошук, 24 січня прибув на Окінаву, а 3—10 лютого ескортував з Кіруну (наразі Цзілун на Тайвані) останній транспорт конвою О-105.
13—16 лютого 1944-го W-18 виходив для супроводу на завершальній ділянці маршруту конвою TAPA-01, а 18—26 лютого тральщик брав участь у супроводі конвою PATA-02, який пройшов з Палау до Такао. 28 лютого — 7 березня W-18 пройшов з Такао до японського порту Моджі у складі охорони конвою TAMO-07.
На початку квітня 1944-го тральщик рушив до Південно-Східної Азії, де ніс службу більш як три місяці. Спершу він пройшов з Японії до Такао у складі охорони конвою MOTA-16 (5—11 квітня), а потім ескортував YUTA-04 (14—15 квітня зустрів конвой на завершальній частині маршруту від хайнанського порту Юлін до Такао), TASA-17 (19—27 квітня від Такао до Сайгону), Rinji (3—5 травня Сайгон — Сінгапур), SHIMI-02 (7—12 травня від Сінгапуру до центра нафтовидобутку на північно-західному узбережжі Борнео у Мірі), MISHI-01 (12—15 травня, Мірі — Сінгапур), SHIMI-03 (18—22 травня), MISHI-02 (24—29 травня), SHISA-21 (2—4 червня, з Сінгапуру до Сайгону), SASHI-25A (13—18 червня, Сайгон — Сінгапур), SHIMI-04 (20—24 червня). Нарешті, 27 червня — 17 липня W-18 пройшов з конвоєм MI-06 від Мірі до Моджі.
26 липня 1944-го W-18 розпочав новий рейс до Південно-Східної Азії в ескорті конвою MI-13, який прямував з Моджі до Мірі. Втім, 8 серпня після прибуття до Маніли W-18 відокремився і 12—26 серпня супроводив звідси до Сайгону конвой MASA-10, який на переході втратив один з транспортів (загинуло близько 500 військовослужбовців із 3300, що перебували на борту). 2—8 вересня тральщик повернувся до Маніли з конвоєм SAMA-12. 20—26 вересня W-18 удруге здійснив перехід до Сайгону з конвоєм MASA-11, а 3 жовтня рушив назад, маючи під охороною SAMA-13. Невдовзі сильний вітер виніс три транспорти на берег, після чого інші повернулись до порту, а кораблі ескорту залучили до прикриття операції зі зняття суден з мілини. Лише 16 жовтня SAMA-13 розпочав другу спробу пройти за маршрутом, а 20 жовтня підводний човен потопив два транспорти. Наступної доби конвой прибув до Мірі, де W-18 відокремився та 24—28 жовтня разом зі ще двома тральщиками супроводив до Маніли танкер «Нічінан-Мару № 2» (SAMA-13 прибув до Маніли з іншою охороною 2 листопада).
29 жовтня 1944-го W-18 разом із двома іншими кораблями вийшов з Маніли для супроводу конвою MAMO-04, що складався з одного транспорту для перевезення військ «Асама-Мару», який прямував до Моджі. Втім, 1 листопада американська субмарина потопила цей транспорт, разом з яким загинуло понад п'ять сотень осіб.
2 листопада 1944-го W-18 прибув до Такао, а 4 листопада вийшов звідси для допомоги транспорту «Атлас-Мару», який мав на борту понад тисячу триста військовослужбовців та під час руху в конвої MOMA-06 Лусонською протокою був торпедований підводним човном. «Атлас-Мару» в підсумку вдалось довести на буксирі до острова Сабтанг (архіпелаг Батанес) та посадити на мілину, після чого W-18 рушив 6 листопада на південь в охороні MOMA-06. 9 листопада загін прибув до Маніли.
11 листопада 1944-го W-18 полишив Манілу, разом зі ще двома тральщиками ескортуючи конвой MAYU-10 до порту Юлін (острів Хайнань). На переході підводні човни потопили обидва транспорти конвою і W-18 у підсумку 16 листопада прибув до Кап-Сен-Жак (наразі Вунгау у В'єтнамі).
З 20 листопада 1944-го W-18 брав участь у охороні конвою SATA-02, єдиний транспорт якого «Хіда-Мару» прямував з Сайгону до Такао. Вночі 26 листопада бомбардувальник B-24, який виконував розвідувальний політ, виявив конвой та атакував його. W-18 зазнав істотних пошкоджень і «Хіда-Мару» узяв тральщик на буксир. Втім, ураження виявились критичними і 27 листопада W-18 затонув («Хіда-Мару» зміг досягнути Гонконгу, де в середині грудня був також потоплений авіацією).